# Crinum minimum
Crinum minimum là một loài thực vật có hoa trong họ Amaryllidaceae. Loài này được Milne-Redh. mô tả khoa học đầu tiên năm 1947.